# Јован Пустињак
Јован Пустињак (старогрч. ᾿Ιωαννης ο εν τω φρεατι; 4. век) је хришћански светитељ у лику преподобног.

## Биографија
По Житију Јован је рођен у 4. веку у граду Цезареји у Палестини. Његова мајка била је хришћанка по имену Јулија или Јулијана, богата удовица. Учила је своју децу (Јована и његову сестру) и световним наукама и хришћанским врлинама. Пошто је током овог периода било прогона хришћана од стране Римског царства, мајка је била принуђена да се крије од прогона заједно са Јованом и његовом сестром. Јован је у раној младости, не обавестивши мајку, посетио оближњи храм. У овом храму неки праведник му је саветовао да оде у пустињу. Са 13 година Јован је отишао у пустињу (вероватно Египатска).
Прва упутства о подвижничком животу Јован је добио од египатског пустињака светог Фармутија. У пустињи је анђео показао Јовану пут до дубоког бунара, који је био испуњен змијама и шкорпионима. Тамо је Јован, помоливши се, скочио и остао неповређен. Четрдесет дана се Јован молио у бунару без хране, воде и сна, након чега су гмизавци напустили бунар. Превазилазећи разна искушења, Јован је у бунару живео 10 година. Анђео му је доносио храну преко монаха Фармутија. Након што је монаху Хрисију који га је пронашао испричао свој живот, и он гаје записао. После овога, Јован је умро, а Хрисија је написао његово житије.
Православна црква прославља светог Јована Пустињака 29. марта.